# Aveiro, Bồ Đào Nha
Aveiro là một huyện thuộc tỉnh Aveiro, Bồ Đào Nha. Huyện này có diện tích 200 km², dân số thời điểm năm 2001 là 73335 người.